# Ocalaria
Ocalaria là một chi bướm đêm thuộc họ Erebidae.

## Loài
- Ocalaria cohabita Kitching, 1988
- Ocalaria dioptica Walker
- Ocalaria guarana Schaus
- Ocalaria oculata Druce
- Ocalaria pavina Schaus
- Ocalaria pavo Schaus
- Ocalaria quadriocellata Walker